# Take This Waltz

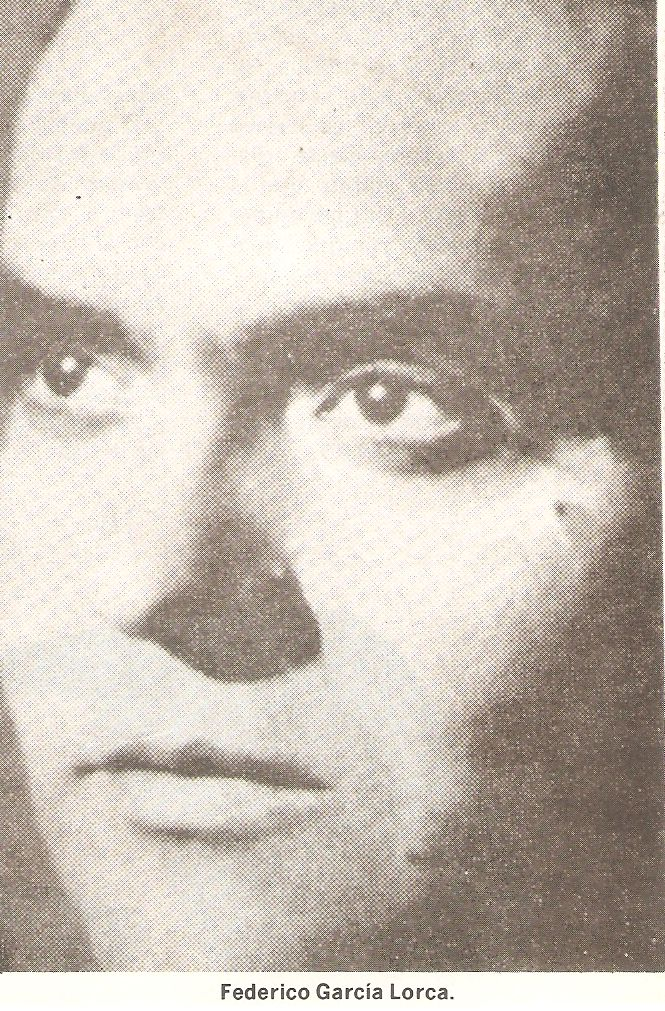
Federico García Lorca

Take This Waltz es una canción del canadiense Leonard Cohen, perteneciente al disco I'm Your Man del año 1988.
El poeta y novelista compuso el tema a modo de versión en inglés del poema Pequeño vals vienés del poeta granadino Federico García Lorca, perteneciente a su poemario Poeta en Nueva York. 
La canción ha sido versionada con la música de Cohen y la letra original de Lorca por Enrique Morente y Lagartija Nick en su disco Omega del año 1996, por Ana Belén en su Lorquiana de 1998, por Soleá Morente en 2013 y por Silvia Pérez Cruz con Raül Fernández Miró en su disco conjunto granada de 2014.
- Datos: Q3514278